# Salut les copains (comédie musicale)
Pour les articles homonymes, voir Salut les copains.
Salut les copains est une comédie musicale française de Pascal Forneri, créée en 2012 aux Folies Bergère à Paris.

## Argument
Au début des années 1960, la jeunesse française se retrouve autour du poste pour écouter l'émission radiophonique Salut les copains. Catherine, étudiante sage, et Michel, rebelle et rock, ne sont pas du même monde mais leurs destins vont se croiser au rythme des tubes et traverser les moments fondateurs de la culture pop : mode, twist, contestation, rock... Contée par l'Idole, personnage fantasque, l'histoire couvre pratiquement une décennie au cours de laquelle toute une génération va découvrir la liberté.

## Distribution
2012-2013
- Vincent Heden : l'Idole
- Fanny Fourquez : Catherine
- Flo Malley : Michel
- Anaïs Delva puis Aurore Delplace : Annie
- Gregory Deck : Jacques
- Marie Facundo : Nicole
- Alexandre Faitrouni : Pierre
- Laurent Paolini : Roger

2014
- Nuno Resende[1] : l'Idole
- Calypso Larrazet Llop : Catherine
- Louis Gaston : Michel
- Anaïs Delva : Annie
- Gregory Deck : Jacques
- Marie Facundo : Nicole
- Zacharie Saal : Pierre
- Laurent Paolini : Roger

## Numéros musicaux
- Poupée de cire, poupée de son
- Retiens la nuit
- Itsi bitsy
- Laisse tomber les filles
- Jingle slc
- Je vends des robes
- La plus belle pour aller danser
- Love Me Please Love Me
- Mes parents n'aimaient que le classique
- (I Can't Get No) Satisfaction
- Les Mauvais Garçons
- Yesterday
- Il est mort le soleil
- SLC, salut les copains
- Vous les copains
- Tous les garçons et les filles
- Le Téléfon
- My Generation

## Autour du spectacle
- Fanny Fourquez était doublure sur Dracula, l'amour plus fort que la mort, elle retrouve ici Gregory Deck et Anaïs Delva.
- Flo Malley est un ex-candidat de The Voice.
- Anaïs Delva a été contrainte de quitter la troupe après les spectacles donnés à Lille, devant succéder à Claire Pérot sur une autre comédie musicale, Les Amants d'un jour à Bobino. Elle est remplacée par Aurore Delplace, ex-candidate de The Voice révélée par Cendrillon et La Revanche d'une blonde. Delva reprendra son rôle en octobre 2014, le projet des Amants d'un jour ayant été annulé.
- Zacharie Saal a remplacé Alexandre Faitrouni engagé pour jouer Lefou dans La Belle et la Bête au théâtre Mogador